# Jarlaxle
Jarlaxle es un personaje de ficción perteneciente al universo de Dungeons & Dragons y Reinos Olvidados. Este guerrero es conocido por ser el líder de Bregan D'aerthe, una banda de mercenarios compuesta principalmente de varones drow que trabajan para el mejor postor de entre las casas nobles de la ciudad de Menzoberranzan.

## Historia
Jarlaxle Baenre es el tercer hijo de la Matrona Baenre. Tras su paso por Malee-Magthere, estuvo a punto de ser sacrificado a la diosa Lloth por su madre y sus hermanas, pero logró escapar. Reunió otros drows expulsados de casas nobles y fundó la organización Bregan D'aerthe, una banda de mercenarios que se vendería al mejor postor entre las casas nobles. Históricamente, la casa que ha conseguido tener a su servicio esta banda ha sido la casa regente en Menzoberranzan. En aquellos años logró entablar amistad (algo extraño en los drows) con Zaknafein Do'Urden, quien aseguró al mercenario que su hijo llegaría a ser más poderoso que él.
Tomó parte en hechos como el ascenso de la Casa Do'Urden al noveno y más tarde al octavo puesto de las casas nobles de la ciudad, y también en su destrucción. Vistas las ansias de Vierna (única superviviente de la Casa Do'Urden) de vengarse de su hermano Drizzt Do'Urden, y que ésta tenía el favor de Lolth, la ciudad emprendió un ataque con 50 varones para ir a buscar al renegado. Decidió tomar contacto con otro enemigo mortal de Drizzt, el asesino Artemis Entreri, para ofrecerle una venganza si éste colaboraba en la captura del renegado. 
Ni el ataque ni la venganza salió bien, y Entreri quedó malherido, así que Jarlaxle le ofreció (más bien le obligó) bajar a Menzoberranzan con lo que quedaba del pelotón de ataque. Pero Drizzt Do'Urden bajó por sorpresa a la ciudad y fue capturado por la Casa Baenre. Jarlaxle decidió dejar escapar al renegado de la ciudad, junto a Entreri y Catti-brie. 
Un tiempo después, tras la vuelta de Entreri a Calimport, decidió volver a encontrarse con él para usarle como mano derecha en la superficie. En poco tiempo se hizo con el dominio sobre todas las cofradías de la ciudad, usando al asesino como pieza visible. Pero dado que Entreri, mortal como era cumpliendo su deber, se mostraba muy desganado, decidió ofrecerle un enfrentamiento con Drizzt Do'Urden de manera que ninguno de los dos tuviesen la más mínima ventaja sobre el otro. Para ello se valió de Crenshinibon (la Piedra de Cristal, que robó a los Compañeros del Hall), que le permitió crear una Torre de Cristal en la que no funcionase ninguno de los objetos mágicos que llevaban uno u otro. Mediante una artimaña psiónica, consiguió hacer creer a Entreri que había matado a Drizzt, y más tarde habló con este para explicárselo todo.
Volvió con Entreri a Calimport, pero los poderes de Crenshinibon le hicieron tener unas ansias de poder tales que le hicieron, por primera vez en su vida, cometer errores. Eso unido a que la Piedra comenzó a llamar a alguno de sus lugartenientes hizo que estuvieran a punto de ser asesinados, así que fueron a ver al único clérigo capaz de destruir la Piedra: Cadderly.
Desde entonces vaga por los reinos haciéndose pasar por Drizzt Do'Urden mientras ayuda a desfavorecidos junto a Artemis Entreri.

## Apariencia
Delgado y musculoso, Jarlaxle es el dandy de Menzoberranzan. Elige los colores más brillantes para sus ropas y usa una capa que brilla en cada color conocido (en los espectros visibles e infrarrojos). Jarlaxle usa un parche mágico en el ojo que protege su mente contra intrusiones mágicas y psiónicas, aunque cambia a menudo el parche de un ojo al otro para utilizar la otra energía del parche, que le permite ver a través de las paredes y de otros objetos sólidos. 
Usualmente viste chalecos sin camisa debajo, sus botas, altas, duras y ruidosas, las cuales puede silenciar con un pensamiento, y brazaletes que también puede silenciar. Rara vez es visto sin su estrafalario sombrero sobre su afeitada cabeza. La cabeza afeitada es un símbolo del lugar de Jarlaxle en Menzoberranzan. En una sociedad donde el rango y la posición son indicados por el pelo (los nobles masculinos drow tienen cortes de pelo específicos a sus casas), Jarlaxle no tiene ningún pelo. Una clara indicación que este bandido consumado se considera aparte de la sociedad drow.

## Personalidad
Más que cualquier otra cosa, Jarlaxle es un oportunista. Ha encontrado la mejor manera para que un varón sobreviva y prospere en la sociedad matriarcal drow, y fue bastante audaz para dirigir su vida en esa dirección. Siempre calmo, Jarlaxle hace alarde de su independencia y disfruta del hecho de que las casas nobles acudan a él por ayuda. En la ciudad de Menzoberranzan, la intriga y el engaño son una manera de vivir, y nadie juega mejor que lo hace Jarlaxle. Como forastero masculino en la ciudad, Jarlaxle tiene mucha más información que otros, más allá de las sacerdotisas de Lloth tienen acceso. Por bastante dinero, Jarlaxle y su banda pudieron aliarse con Gomph Baenre para intentar cambiar la dominación de Lolth y de la sociedad de dominación femenina de Menzoberranzan. 
Tiene una personalidad muy carismática, queriendo siempre salir de situaciones difíciles hablando, más bien que a través de recursos extremos. Y hablar es lo que mejor hace Jarlaxle. Sus palabras pasan fácilmente más allá de la desventaja de la reputación malvada de su raza, capaz de convertir a enemigos potenciales en aliados. Una de las cosas más interesantes sobre Jarlaxle es, con excepción de salvar su vida, es que preferiría no matar a ninguna persona mientras que pueda manipular a la persona para servir sus intereses.

## Tácticas de Combate
Cuando se encuentra forzado al combate, Jarlaxle lanzará una fuente ilimitada de dagas mágicas de sus brazaletes. Una de cada tres dagas es una ilusión, pero puede ser fatal si se cree verdadero. Las dagas desaparecerán después de un corto período de tiempo, volviendo a sus brazaletes mágicos. Es renombrado por tener una fuente aparentemente ilimitada de trucos mágicos, incluyendo su parche del ojo que prevenga la intrusión mágica y psiónica; un sombrero con una pluma grande que se puede utilizar para convocar un diatryma; un piwafwi que desplaza la luz, obstaculizando ataques a distancia; un arsenal variado de varitas mágicas; dos artefactos (de un lich llamado Zhengyi), que tienen la energía de levantar a seres humanos de los muertos y de emplear la ayuda de un dracolich muy poderoso; y muchos otros artículos mágicos desconocidos. 
El cinturón de Jarlaxle es una cuerda de escalar, que se extiende a cualquier longitud necesaria. También tiene una amplia gama de dispositivos extradimensionales, incluyendo un botón en su chaleco que se convierte en una bolsa de contención, y un pedazo negro del paño en la extremidad de su sombrero que cuando está presionada contra una superficie creará un agujero en él. Jarlaxle tiene baratijas que le concedan inmunidades a muchas cosas (siempre preparado para cualquier situación)
En situaciones donde sus dagas no son de ningún uso, utiliza un par de espadas largas (que son realmente las dagas alargadas, cambiantes con una palabra de la magia). 

## Objetos mágicos
Jarlaxle tiene una vasta colección de objetos mágicos:
- Un sombrero de ala ancha en el que está insertada una pluma de Dyatryma, un ave prehistórica de 2 metros de altura. En caso de que se vea en peligro, puede arrancar la pluma y de ella se genera un ave completa que le defiende.[1]
- Unas botas que le permiten hacer el ruido al caminar que desee. Acostumbra a hacer retumbar la sala si pasea sobre una moqueta, y a no hacer ruido si pisa sobre suelo desnudo.
- Un agujero portátil que lo tiene en la base del sombrero en la parte de adentro.[1]
- Un misterioso parche que ponía en un ojo u otro dependiendo del tipo de magia contra el que se quería proteger.[1] Se dice que con éste era capaz de eludir los hechizos usados frecuentemente por las matronas drow para saber si alguien decía la verdad. Así, Jarlaxle las manejaba a su placer, dejándoles ver mentiras o verdades según le interesaran.
- Un brazalete que tiene el poder de hacer aparecer dagas en la mano.[1]
- Una daga que con su pensamiento puede hacer que se alargue o vuelva a ser normal.[1]
- Un cinturón que se transforma en una serpiente y que puede ser tan largo como el quiera, facilita escalar.
- Tiene una bolsa contenedora en el cinturón.
- Tiene un botón del chaleco que abre un portal para guardar objetos y que no es detectado mediante la magia.
- Tiene un amuleto que absorbe los proyectiles mágicos.[1]
- Tiene un fino cordón que se alarga hasta donde el quiera.
- Tiene el aro enjoyado en la oreja que se transforma en un pequeño gancho para asidero.
- Tiene una miniatura de un martillo escondida en la cinta del sombrero que se hace grande con una palabra mágica.[1]
- Una varita mágica que dispara una sustancia pegajosa capaz de inmovilizar la cola de un gran dragón rojo fijándola al piso o cerrar sus mandíbulas.[1]

| Jarlaxle            | Jarlaxle             |
| ------------------- | -------------------- |
| Mundo:              | Reinos Olvidados     |
|                     |                      |
| Creador             | R. A. Salvatore      |
| Lugar de nacimiento | Menzoberranzan       |
| Raza                | Drow                 |
| Sexo                | Varón                |
| Alineamiento        | Caótico Neutral      |
| Deidad              | No conocida          |
| Clase               | Guerrero, mercenario |